# 肯帕德湾
肯帕德湾（Gulf of Khambhat），又称坎贝湾（Gulf of Cambay），位于印度西北部，孟买以北250公里处，介于德干半岛与卡提阿瓦半岛之间，海湾宽度在25至200公里间，长约210公里，肯帕德湾东岸有讷尔默达河与达布蒂河注入湾内，河流携带的泥沙致使海湾淤浅。
湾内有肯帕德市。中国元代古籍《岛夷志略》将这里称作“坎八叶”。